# Scaphiophis
Scaphiophis este un gen de șerpi din familia Colubridae.

Cladograma conform Catalogue of Life:
| Scaphiophis | \| \| Scaphiophis albopunctatus \| \| \| \| \| \| Scaphiophis raffreyi \| \| \| \| |
|             | \| \| Scaphiophis albopunctatus \| \| \| \| \| \| Scaphiophis raffreyi \| \| \| \| |
|             | Scaphiophis albopunctatus                                                          |
|             |                                                                                    |
|             | Scaphiophis raffreyi                                                               |
|             |                                                                                    |